# Бристоу, Крис
Крис Бристоу (англ. Chris Bristow, родился 2 декабря 1937 года, Ламбет, Лондон, Англия — погиб 19 июня 1960 года, трасса Спа-Франкоршам, Бельгия) — британский автогонщик. Участвовал в четырёх гонках Формулы-1 за рулём Cooper частной команды BRP, но из-за агрессивной езды финишировать смог всего лишь раз. В конце концов опасная манера вождения стала причиной его гибели — на Гран-при Бельгии 1960 года он боролся за позицию с Вилли Мэрессом, не справился с управлением, вылетел с трассы и был обезглавлен оградой из колючей проволоки.

## Результаты выступлений
| Сезон | Команда                    | Шасси      | Двигатель                  | Ш | 1   | 2        | 3   | 4        | 5        | 6   | 7   | 8   | 9   | 10  | Место | Очки |
| ----- | -------------------------- | ---------- | -------------------------- | - | --- | -------- | --- | -------- | -------- | --- | --- | --- | --- | --- | ----- | ---- |
| 1959  | British Racing Partnership | Cooper T51 | Borgward 1500RS 1,5 L4     | D | МОН | 500      | НИД | ФРА      | ВЕЛ 10   | ГЕР | ПОР | ИТА | США |     | 36    | 0    |
| 1960  | Yeoman Credit Racing Team  | Cooper T51 | Coventry-Climax FPF 2,5 L4 | D | АРГ | МОН Сход | 500 | НИД Сход | БЕЛ Сход | ФРА | ВЕЛ | ПОР | ИТА | США | —     | 0    |